# علي عامر مسيفر
علي عامر مسيفر (26 ديسمبر 1977) لاعب كرة قدم بحريني سابق.

## الإنجازات
- الدرجة الأولى (10): 1999، 2001، 2002، 2004، 2006، 2007، 2008، 2009، 2011، 2015
- كأس ملك البحرين (9): 1996، 1997، 2002، 2005، 2008، 2009، 2011، 2012، 2013
- كأس ولي العهد (5): 2001، 2006، 2007، 2008، 2009
- كأس الاتحاد الآسيوي (1): 2008
- كأس الاتحاد البحريني (1): 2005، 2009
- كأس الخليج للأندية (1): 2012

## روابط خارجية
- علي عامر مسيفر على موقع قاعدة بيانات كرة القدم.إي يو (الإنجليزية)
- علي عامر مسيفر على موقع ناشيونال فوتبول تيمز (الإنجليزية)
- علي عامر مسيفر على موقع Soccerway.com (الإنجليزية)